# BRCA2
BRCA2 (dall'inglese BReast CAncer gene 2) è un gene che codifica per la proteina di suscettibilità al cancro della mammella tipo 2 (in inglese Breast Cancer Type 2 susceptibility protein).
BRCA2 appartiene alla famiglia dei geni oncosoppressori e il suo prodotto genico è coinvolto nella riparazione dei tratti cromosomici danneggiati, con un ruolo importante nella riparazione degli errori e delle rotture nel doppio filamento di DNA.
Il gene BRCA2 è situato sul braccio lungo (q) del cromosoma 13, nella posizione 12.3 (13q12.3), dalla coppia di basi 31,787,616 alla coppia 31,871,804.

## Storia
Il gene BRCA2 fu scoperto nel 1994 dal professor Michael Stratton e dal dottor Richard Wooster, dell'Institute od Cancer Research, in Regno Unito. Il Wellcome Trust Sanger Institute, ad Hinxton (Cambridgeshire, Regno Unito) ha collaborato con Stratton e Wooster nell'isolare il gene. In onore di questa scoperta e di questa collaborazione, il Wellcome Trust ha partecipato alla costruzione di una pista ciclabile che collegasse l'Addenbrooke's Hospital di Cambridge con il vicino paese di Great Shelford. Questa pista è decorata con oltre 10000 linee di quattro colori, che rappresentano la sequenza nucleotidica di BRCA2.

## Struttura e funzione
Sebbene le strutture di BRCA1 e BRCA2 siano molto differenti, alcune funzioni dei due geni sono correlate: le proteine codificate da entrambi i geni sono essenziali per la riparazione del DNA danneggiato. Come BRCA1, probabilmente anche BRCA2 regola l'attività di altri geni ed ha un ruolo importante nello sviluppo embrionale.
La proteina BRCA2 si lega e regola la proteina codificata dal gene RAD51 per correggere le rotture nel DNA. Queste rotture possono essere causate da radiazioni naturali o mediche o dall'esposizione ad altri agenti ambientali, ma possono anche avvenire quando i cromosomi si scambiano materiale genetico durante la meiosi (crossing over); anche la proteina BRCA1 interagisce con la proteina RAD51. Riparando il DNA, queste tre proteine hanno un ruolo fondamentale nel mantenere intatta la stabilità del genoma umano e nel prevenire riassetti genetici pericolosi, che possano condurre a neoplasie ematologiche.

### Interazioni
Si è scoperto che BRCA2 interagisce con BRE, filamina, RPA1, BRCC3, RAD51, BARD1, HMG20B, FANCD2, FANCG, BRCA1, PLK1, PCAF, C11orf30, P53, BUB1B, BCCIP, SHFM1 e SMAD3.

## Importanza clinica
Certe variazioni del gene BRCA2 provocano un aumento del rischio di contrarre un carcinoma mammario. I ricercatori hanno identificato centinaia di mutazioni nel gene BRCA2, molte delle quali aumentano il rischio di neoplasie maligne. Solitamente le mutazioni di BRCA2 sono inserzioni o delezioni di un piccolo numero di coppie di basi del DNA nei geni. Il risultato di tali mutazioni è la codifica di una proteina anormale da parte del gene BRCA2, che non funziona in maniera corretta. I ricercatori ritengono che la proteina BRCA2 difettosa sia incapace di riparare le mutazioni che si presentano in altri geni. Di conseguenza tali mutazioni si assommano e possono indurre le cellule a dividersi in maniera incontrollata, dando vita ad una massa neoplastica.
Gli individui che posseggono due copie mutate del gene BRCA2 soffrono di un tipo di anemia di Fanconi. Questa condizione è causata da livelli estremamente ridotti di proteina BRCA2 nelle cellule, cosa che permette l'accumulo di DNA danneggiato. I pazienti affetti da anemia di Fanconi sono inclini a diversi tipi di leucemia (un tipo di cancro delle cellule sanguigne); a tumori solidi, in particolare della testa, del collo, della pelle e degli organi riproduttivi; e a soppressione del midollo osseo (produzione ridotta di cellule sanguigne che porta all'anemia). Le mutazioni del DNA di BRCA1 o BRCA2, piuttosto che  l'aploinsufficienza, sono alla base della perdita di funzionalità dei corrispondenti prodotti genici, con aumento della suscettibilità alle mutazioni geniche che solo alla base della genesi di alcuni sottogruppi di linfoma e leucemia.
Oltre al carcinoma della mammella negli uomini e nelle donne mutazioni in BRCA2 portano anche ad un maggiore rischio di contrarre carcinomi alle ovaie, alle tube di Falloppio, alla prostata e al pancreas, così come di contrarre un melanoma. In alcuni studi, mutazioni nella parte centrale del gene sono state associate con un rischio maggiore di contrarre carcinoma ovarico e con uno minore di carcinoma prostatico rispetto a mutazioni in altre zone del gene. Numerose altre neoplasie sono state riscontrate in certe famiglie con mutazioni di BRCA2.